# Култай-Каран
Култа́й-Кара́н (рос. Култай-Каран, башк. Ҡолтай-Ҡаран) — присілок у складі Міякинського району Башкортостану, Росія. Входить до складу Богдановської сільської ради.
Населення — 204 особи (2010; 251 в 2002).
Національний склад:
- башкири — 98 %